# Joseph (métropolite de Kiev)
Pour les articles homonymes, voir Joseph.
Joseph (décédé en 1240) fut patriarche de Kiev et de toute la Rus' de 1237 à 1240.